# Fusulinina
Los fusulininos (Fusulinina) son un suborden de foraminíferos del orden Fusulinida, de la clase Foraminiferea, o Foraminifera, incluido tradicionalmente en el Orden Foraminiferida. Su rango cronoestratigráfico abarca desde el Silúrico superior hasta la Djulfiense (Pérmico superior).

## Clasificación
Fusulinina incluye a las siguientes superfamilias:
- Superfamilia Parathuramminoidea
- Superfamilia Earlandioidea
- Superfamilia Archaediscoidea
- Superfamilia Moravamminoidea
- Superfamilia Nodosinelloidea
- Superfamilia Geinitzinoidea
- Superfamilia Colanielloidea
- Superfamilia Ptychocladioidea
- Superfamilia Palaeotextularioidea
- Superfamilia Tournayelloidea
- Superfamilia Endothyroidea
- Superfamilia Tetrataxoidea
- Superfamilia Fusulinoidea

Otras superfamilias consideradas en Fusulinina son:
- Superfamilia Ozawainelloidea
- Superfamilia Schubertelloidea
- Superfamilia Schwagerinoidea

Clasificaciones más recientes han elevado Fusulinina a la categoría primero de orden (orden Fusulinida), y luego de clase (clase Fusulinata), la cual fue subdividida en 2 subclases, 6 órdenes y 8 subórdenes:
- Subclase Afusulinana
  - Orden Parathuramminida
    - Suborden Parathuramminina

  - Orden Archaediscida o Pseudoammodiscida, dividida en las siguientes superfamilias:
    - Suborden Archaediscina
    - Suborden Pseudoammodiscina

  - Orden Earlandiida
    - Suborden Earlandiina
    - Suborden Pseudopalmulina

- Subclase Fusulinana
  - Orden Tournayellida
    - Suborden Tournayellina

  - Orden Endothyrida
    - Suborden Endothyrina o Palaeotextulariina

  - Orden Fusulinida s.s.
    - Suborden Fusulinina s.s.